# L'Ermità

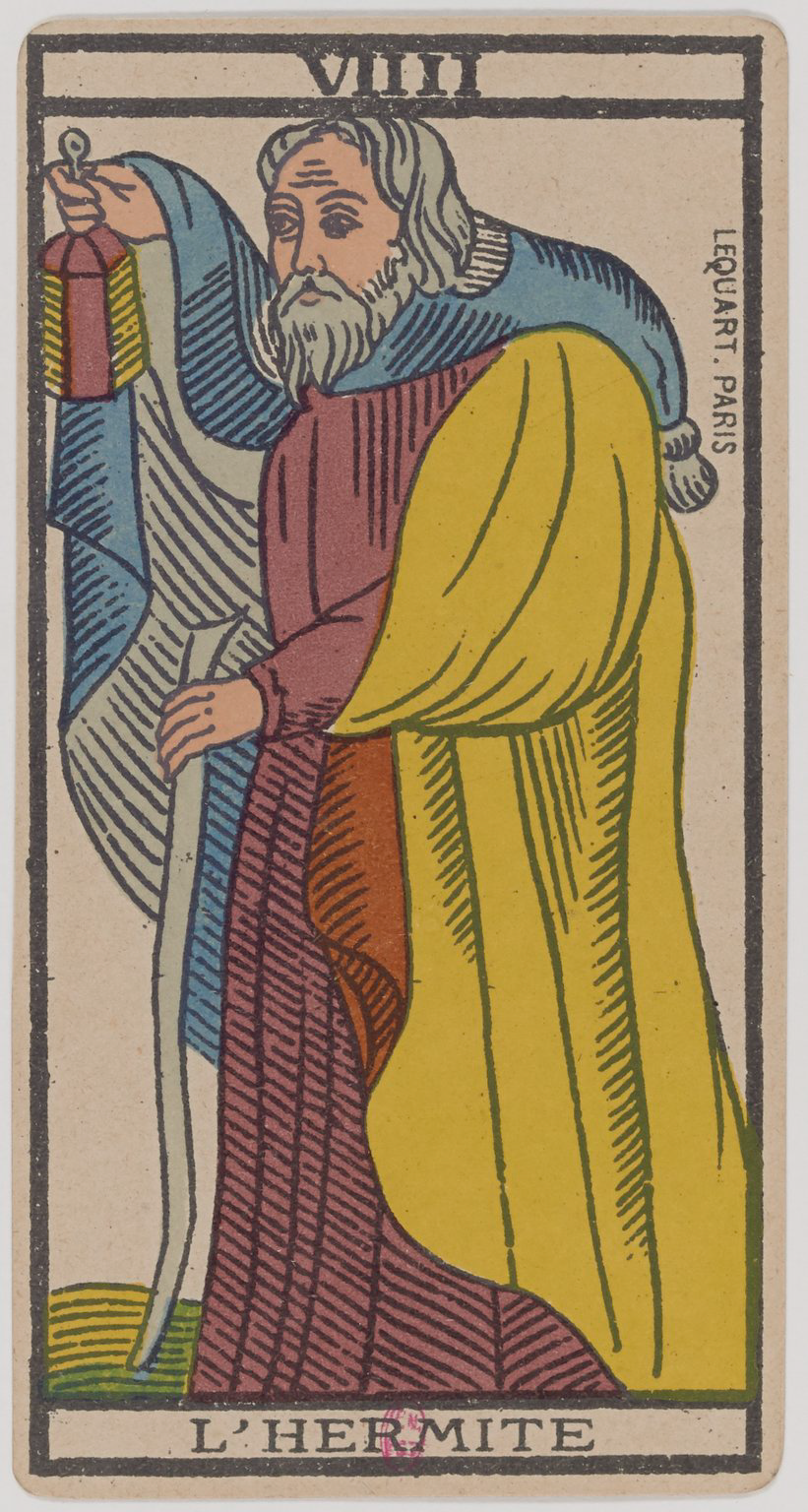
L'Ermità, novè arcà major del tarot. Representació del Tarot de Marsella.

L'Ermità (VIIII) és el novè trumfo o Arcà major en les baralles de tarot i s'utilitza tant per als jocs populars de tarot com en la cartomància. En la major part dels tarots antics, com el Tarot de Marsella o el Tarot Piemontès, s'adopta la grafia VIIII per a numerar-lo, si bé els més moderns, com el Tarot Rider-Waite fan servir el nombre IX.

## Descripció
Un home ancià de llarga barba, dret, porta en la mà esquerra un bastó que li serveix per a recolzar-se, mentre que amb la dreta eleva una làmpada fins a l'altura de la cara. Es troba representat de tres quarts i amb el rostre girat cap a l'esquerra. La làmpada és probablement hexagonal, si bé només es veuen tres de les seves cares. Segons Couste és la imatge clàssica de frare medieval que podem trobar a multituds de manuscrits il·luminats dels segles XV i XVI, si bé el llum que sosté al davant remet a la història de Diògenes a la recerca d'un home. Segons aquest autor, varis tarots renaixentistes anomenen Diògenes a aquest arcà.
A la versió de Waite, la llanterna conté una estrella de cinc puntes i al fons de la carta es veu una serralada blanca. Ell mateix, de fet, sembla trobar-se dret sobre una roca alta, com si es trobés al cim d'una muntanya.

## Interpretació
A causa de la relació amb Diògenes, aquest arcà adopta bona part dels principis fonamentals d'aquest filòsof cínic: menyspreu per a les convencions i les vanitats o la renúncia a la transmissió pública del coneixement. El seu significat pot interpretar-se també com l'oposat i complementari al de l'Arcà V (el Papa): no és el codificador de la litúrgia, el que estén el coneixement a qui vulgui escoltar, sinó que segueix un camí més silenciós i discret, escollint amb cura els seus deixebles. També Jodorowsky fa referència a aquesta relació: a diferència del Papa, que bastia un pont cap a un ideal sabent on anava, l'Ermità representa una passa cap a allò desconegut. En aquest sentit representa tant la màxima saviesa com un estat de crisi profunda.
La llanterna és, possiblement, l'element més característic d'aquest arcà. Jodorowsky fa notar que il·lumina el passat, cosa que assenyala un home d'experiència, un savi o un terapeuta. També podria ser la llum del coneixement oferit als deixebles que la cerquen, el premi del viatge iniciàtic del qual ell és el guia. Per la seva banda, Gray fa referència a la llanterna referint-se a ella com la Llum de la Veritat, que serveix de guia cap a allò desconegut. A la seva descripció afegeix que sosté el bastó del patriarca, que l'ajuda a navegar pels camins estrets en la recerca de la il·luminació. La seva roba mostra la seva discreció.
En conjunt, és una carta que parla de meditació, de la recerca solitària del coneixement (especialment de l'autoconeixement), remetent-nos als antics eremites i convidant-nos a formular preguntes i a cercar respostes en el nostre interior.
| Precedit per: La Justícia (VIII) | Arcans majors del Tarot | Succeït per: La Roda de la Fortuna (X) |

L'Ermità (VIIII)
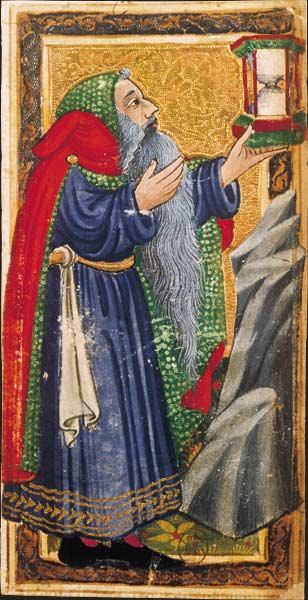
Baralla de Carles VI, segle XV.
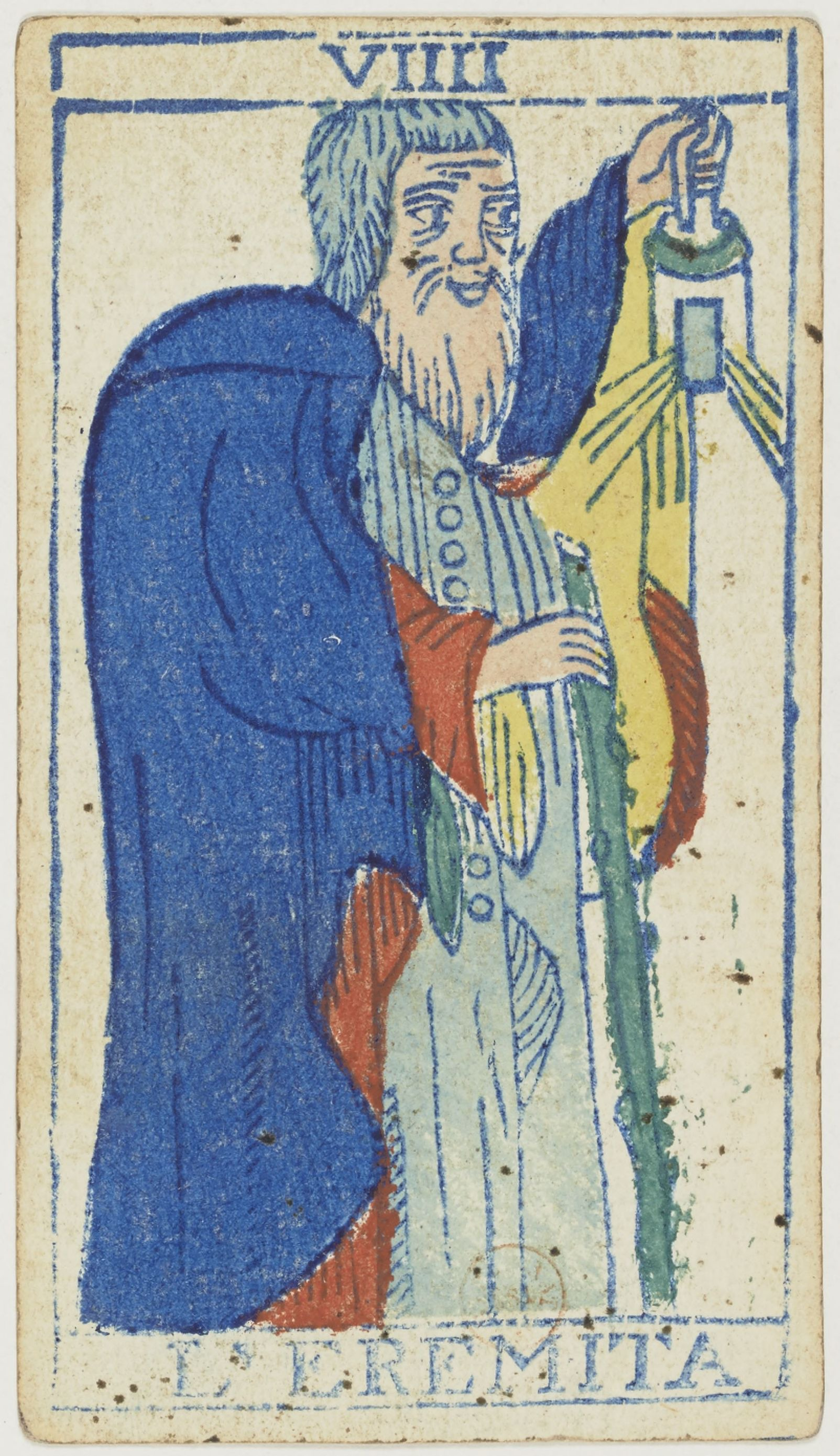
Tarot Piemontès, 1865
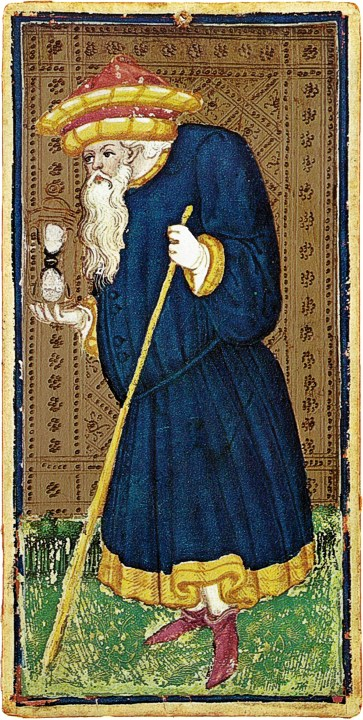
Tarot Visconti-Sforza, 1450
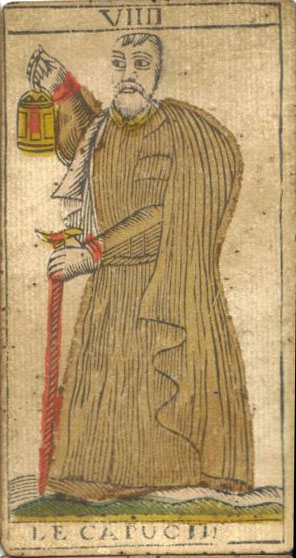
Tarot de Besançon, s.XIX
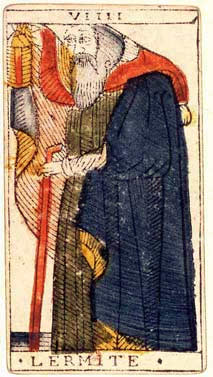
Tarot de Jean Dodal, s. XVIII
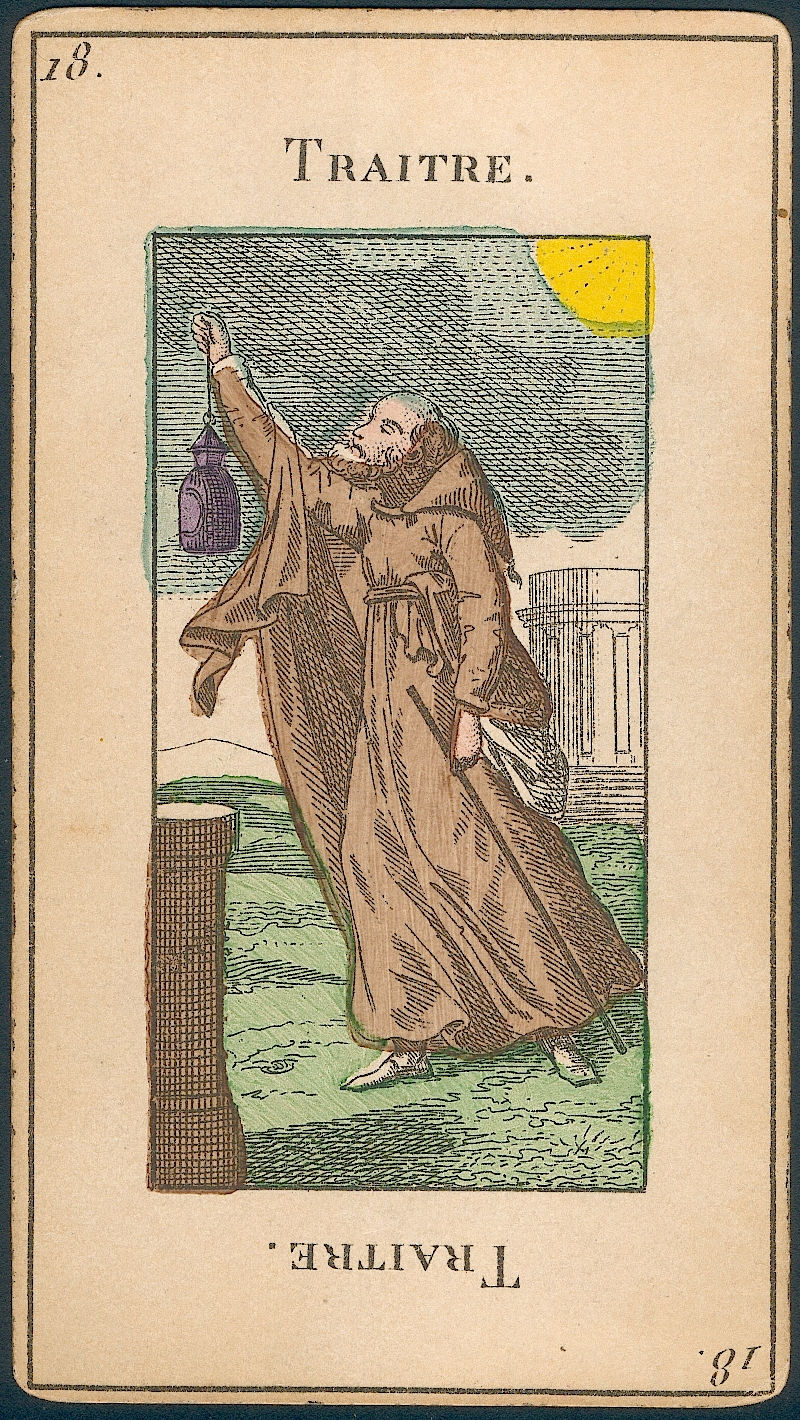
Tarot d'Etteilla, cap a 1890.
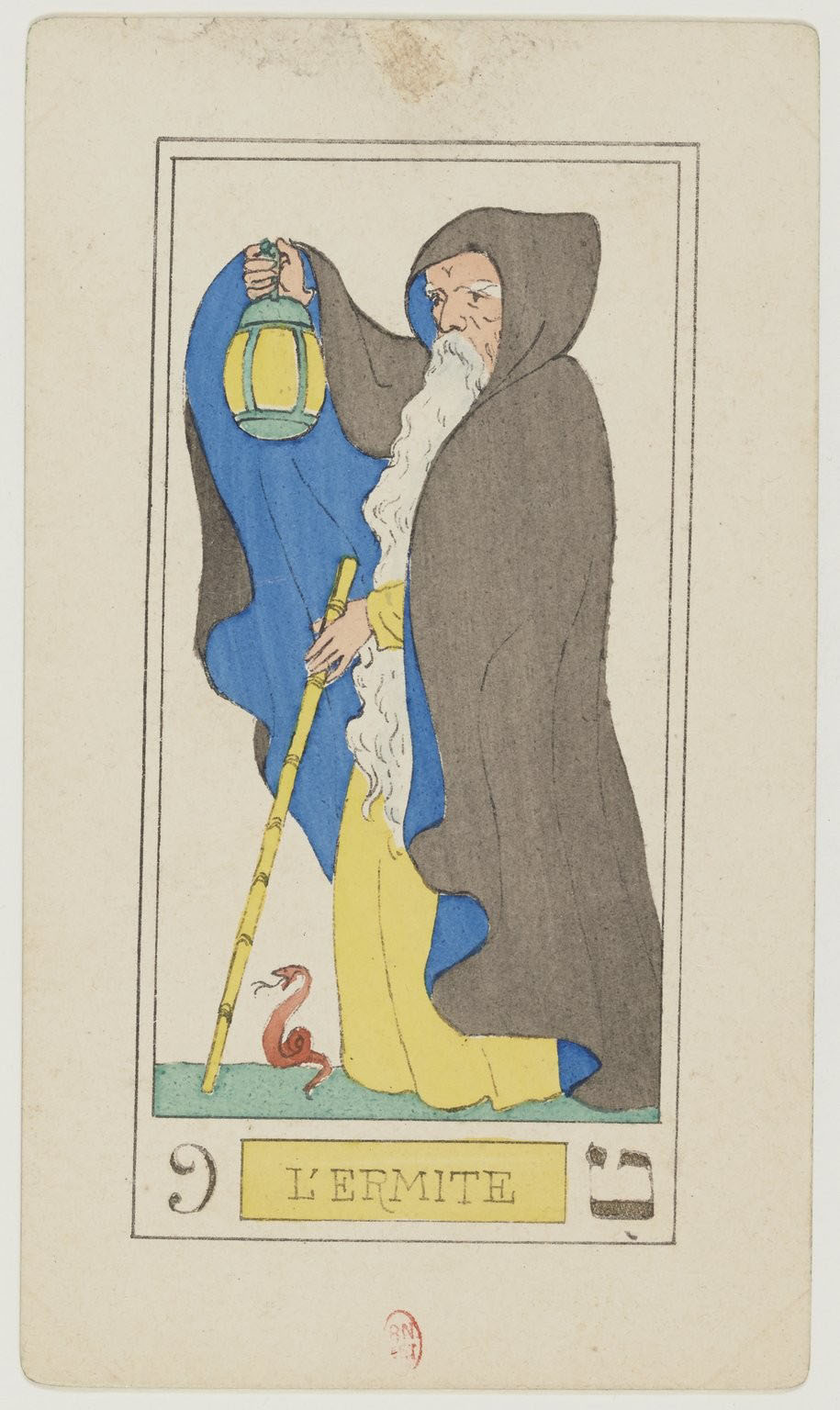
Tarot d'Oswald Wirth, 1889.
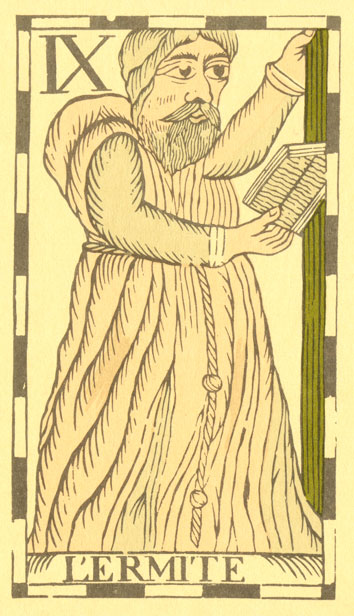
Tarot Flamand, 1780
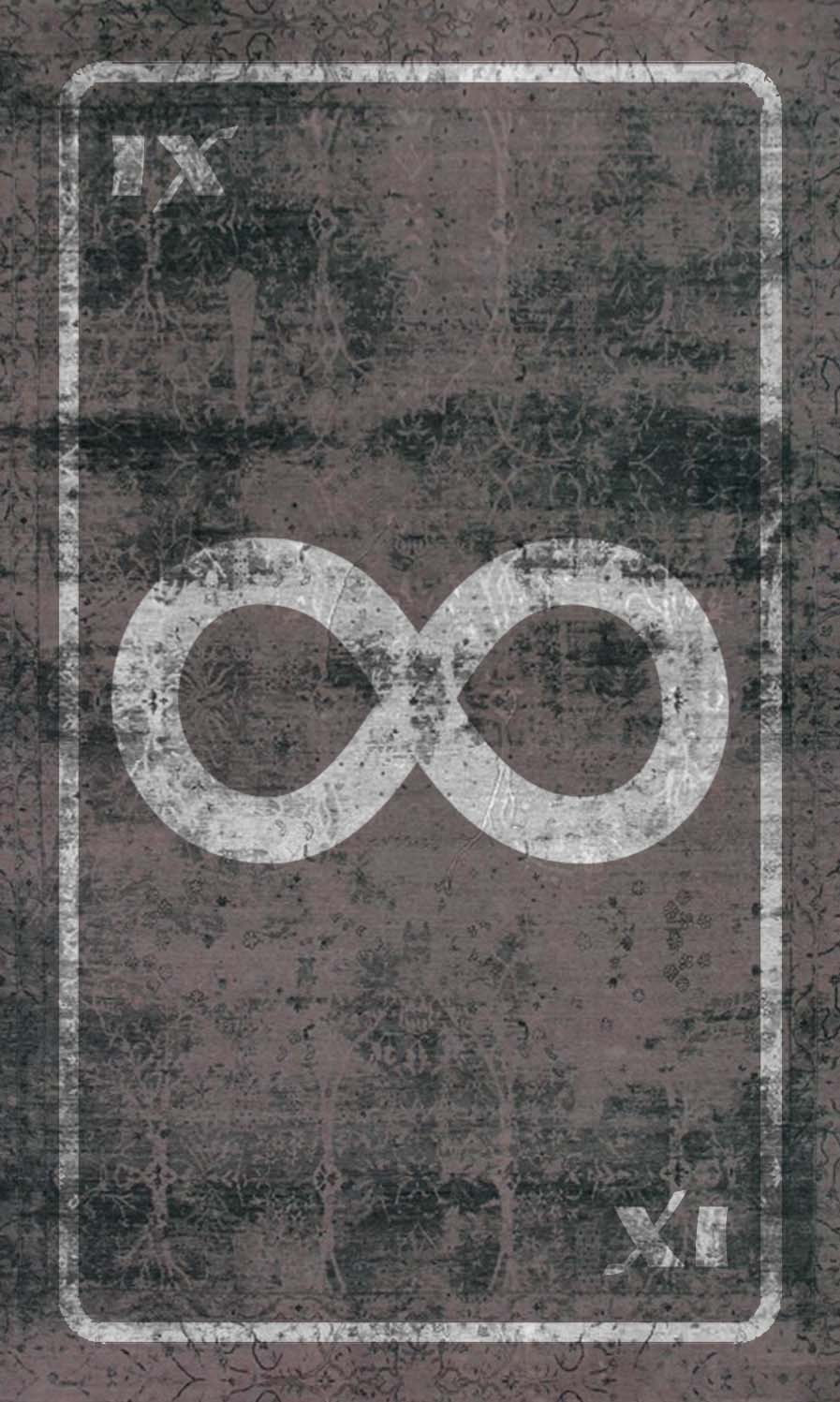
Tarot Satànic, 1996.
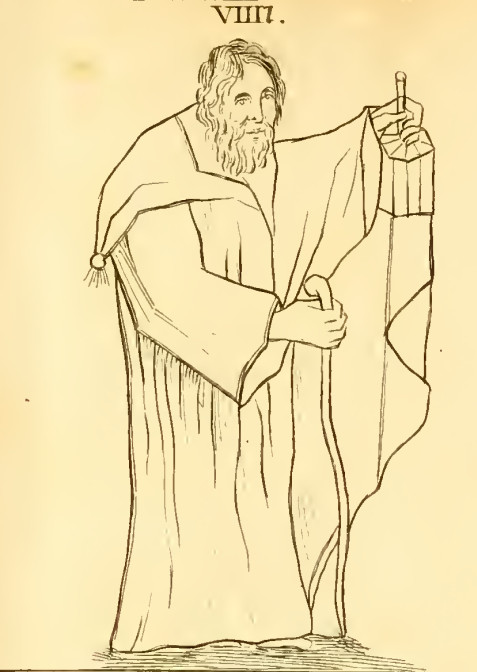
De l'obra Du Jeu des Tarots, de Court de Gébelin, 1781
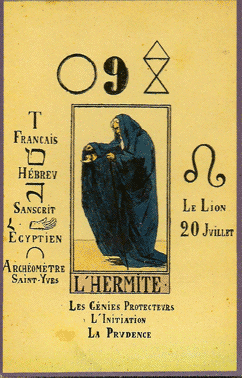
Disseny de l'arcà per al llibre de Papus Le Tarot Divinatoire. Le Livre des Mystères et les Mystères du Livre. Clef du tirage des cartes et des sorts. Avec la reconstitution complète des 78 lames du Tarot Égyptien et de la méthode d'interprétation. Les 22 arcanes majeurs et les 56 arcanes mineurs (1909).